# Conflito de Cufra em 2012
O Conflito de Cufra de 2012 começou no rescaldo da Guerra Civil Líbia e envolveu conflitos armados entre as tribos tubus e zuaias no distrito de Cufra, na Cirenaica, na Líbia.

## Antecedentes e causa
A região havia havia experimentado revoltas durante o governo de Gadafi. Em 2008, uma revolta foi suprimida pelo exército líbio usando helicópteros armados. Em 12 e 13 de fevereiro, 17 pessoas foram mortas e 22 feridas nas lutas entre as tribos tubu e zuaia em Cufra. 9 eram zuaias e 8 eram tubus. Inicialmente, apenas armas de pequeno calibre foram usadas, mas no segundo dia a situação piorou com o uso de RPGs e armas antiaéreas. Segundo os zuaias, a luta começou quando um jovem de sua tribo foi morto três dias antes pelos tubus. Um líder da milícia local do Conselho Transicional Nacional (CTN) relatou que o zuaia era um ladrão morto ao abrir fogo contra uma milícia tubu, que estava encarregada de combater tráfico ilegal, matando cinco dos milicianos. Os tubus, por sua vez, alegaram que estavam sendo atacados pelos zuaias, com apoio do CTN, com a intenção de exterminá-los. Alegaram que sofriam discriminação por parte dos zuaias, devido a sua pele escura, ainda mais do que no período de Gadafi. Farate Abdal Carim Bu Haregue, o coordenador dos assuntos sociais no governo local de Cufra disse que eles declarariam independência da região se o CTN não agisse contra os mercenários, referindo-se aos tubus.

## Eventos

### Fevereiro
Em 14 de fevereiro, os conflitos continuaram em torno de Cufra, com a CTN enviando reforços para ajudar os zuaias. Porta vozes dos tubus disseram que foram sitiados e estavam sendo pesadamente atacados pelos zuaias, e adicionaram que houve uma tentativa de exterminar os tubus com participação do governo. Um porta-voz da CTN afirmou que foi uma luta de baixo-nível entre revolucionários e e contrabandistas de armas apoiados por elementos estrangeiros. Um tubu afirmou que cinco de seus companheiros foram mortos na nova rodada de conflitos, enquanto outro afirmou que não houve mortes, apenas feridos.  A luta continuou e em 15 e 16 de fevereiro, outros 15 zuaias foram mortos e 45 feridos. Os tubus relataram que desde o começo dos conflitos 55 de seus membros foram mortos e 117 feridos, com os feridos não sendo evacuados via o aeroporto pois estava sendo controlado pelos zuaias.
Em 18 de fevereiro, mais conflitos em Cufra deixaram outras duas pessoas mortas. Nesse ponto, foi relatado que o exército enviou reforços à região, numa tentativa de pagar a luta. Em 21 de fevereiro, um trabalhador informou que 50 civis foram mortos nas últimas 24 horas em Cufra devido a morteiros e foguetes sendo disparados em área residencial. Um porta-voz dos zuaias disse que três pessoas foram mortas e 25 foram feridas. O líder da tribo tubu Issa Abdal Majide, afirmou que 113 tubus foram mortos (incluindo seis crianças) e 241 feridos em 10 dias de luta. Por outro lado, os zuaias disseram que 23 dos seus foram mortos e 53 feridos. Em 22 de fevereiro, quatro pessoas foram mortas e 10 feridas em novos conflitos. O líder da CTN Abdul Jalil disse que os lealistas de Gadafi estavam enviando sedição em Cufra, mas não elaborou sua resposta.
Em 23 de fevereiro, o Exército Nacional Líbio foi enviado para Cufra para forçar a paz. Comandos do exército relatadamente tomaram controle do aeroporto, a cidade e toda a região, segundo fontes zuaias dentro da cidade e ambas as tribos usaram a paz renovada para evacuar os feridos para Trípoli. Em 24 de fevereiro, as lutas recomeçaram em Cufra, ferindo várias pessoas segundo ambas as tribos, com uma culpando a outra pelo recomeço das hostilidades. Um oficial de segurança dos zuaias afirmou que o exército não fez nada para evitar os conflitos. Mais tarde durante aquele dia, um médico do Comitê Internacional da Cruz Vermelha (CICV) confirmou que a luta desacelerou, mas a situação permanecia tensa. O CICV evacuou 28 pacientes feridos de ambas as tribos ao hospital de Trípoli.  Em 25 de fevereiro, um time das Nações Unidas começou a fornecer suprimentos. Georg Charpentier, um residente das Nações Unidas, coordenador humanitário na Líbia e chefe da UNSMIL, confirmou que o cessar-fogo foi assegurado por contingente do exército no local para evitar. O líder da CTN incitou as tribos a fazerem as pazes.

### Abril e junho
Em 20 de abril, as lutas irromperam após alguns zuaias relatadamente matarem um tubu. Três pessoas foram mortas e 17 feridas na luta subsequente, todos tubus. Três soldados do governo também foram feridos. Na noite de 21 de abril, 12 pessoas foram mortas e 35 feridas do lado tubu. Em 10 de junho, a luta eclodiu novamente em Cufra. Tubus foram enfrentados por antigos rebeldes que tornaram-se membros do novo Exército Nacional Líbio. Um oficial de Cufra disse que os tubus lançaram um ataque a cidade com tanques e outras armas pesadas. Um representante tubu disse que foi a tribo que ficou sob ataque. Ele disse que o ataque irrompeu após um dos antigos milicianos, conhecido como Batalhão de Escudos Líbios, atacou o distrito da tribo. Mas um oficial de segurança local disse que o ataque contra um ponto de segurança da cidade desencadeou a violência. A luta continuou pelos dias seguintes e ao menos 23 pessoas foram mortas. Entre os mortos estavam 20 tubus, incluindo ao menos 15 combatentes e três soldados do governo. Mais seis pessoas, incluindo dois soldados, foram mortos em novos conflitos em Cufra em 26 de junho. A luta encerrou-se a noite. Contudo, a luta continuou até 27 de junho e por três dias outras 47 pessoas foram mortas e 100 ficaram feridas. 32 dos mortos eram tubus, 14 era zuais e um era um soldado do governo.

## Rescaldo
Segundo a UNSMIL, mais de 100 pessoas foram mortas no conflito, metade da população de Cufra fugiu e mais de 200 imigrantes estavam esperando a partir de 29 de fevereiro para evacuação. Jornalista da Associated Press em campo também testemunhou ao menos 160 casas demolidas por ataques de foguetes em apenas uma vizinhança e os bombardeios também atingiram uma escola onde civis procuravam abrigo.